# Annoire
Annoire és un municipi francès situat al departament del Jura i a la regió de Borgonya - Franc Comtat. L'any 2007 tenia 404 habitants.

## Demografia

### Població
El 2007 la població de fet d'Annoire era de 404 persones. Hi havia 177 famílies de les quals 55 eren unipersonals (35 homes vivint sols i 20 dones vivint soles), 59 parelles sense fills, 59 parelles amb fills i 4 famílies monoparentals amb fills.
La població ha evolucionat segons el següent gràfic:
Habitants censats

### Habitatges
El 2007 hi havia 217 habitatges, 179 eren l'habitatge principal de la família, 22 eren segones residències i 17 estaven desocupats. 206 eren cases i 11 eren apartaments. Dels 179 habitatges principals, 152 estaven ocupats pels seus propietaris, 21 estaven llogats i ocupats pels llogaters i 5 estaven cedits a títol gratuït; 1 tenia una cambra, 10 en tenien dues, 42 en tenien tres, 55 en tenien quatre i 71 en tenien cinc o més. 150 habitatges disposaven pel capbaix d'una plaça de pàrquing. A 82 habitatges hi havia un automòbil i a 80 n'hi havia dos o més.

### Piràmide de població
La piràmide de població per edats i sexe el 2009 era:
| Homes | Edats   | Dones |
| ----- | ------- | ----- |
| 0     | 95 o +  | 0     |
| 2     | 90 a 94 | 2     |
| 2     | 85 a 89 | 4     |
| 4     | 80 a 84 | 3     |
| 13    | 75 a 79 | 14    |
| 22    | 70 a 74 | 16    |
| 17    | 65 a 69 | 18    |
| 5     | 60 a 64 | 15    |
| 11    | 55 a 59 | 3     |
| 7     | 50 a 54 | 11    |
| 18    | 45 a 49 | 12    |
| 16    | 40 a 44 | 10    |
| 21    | 35 a 39 | 14    |
| 12    | 30 a 34 | 16    |
| 5     | 25 a 29 | 9     |
| 10    | 20 a 24 | 8     |
| 12    | 15 a 19 | 10    |
| 11    | 10 a 14 | 11    |
| 12    | 5 a 9   | 16    |
| 10    | 0 a 4   | 9     |

## Economia
El 2007 la població en edat de treballar era de 229 persones, 171 eren actives i 58 eren inactives. De les 171 persones actives 159 estaven ocupades (101 homes i 58 dones) i 13 estaven aturades (4 homes i 9 dones). De les 58 persones inactives 16 estaven jubilades, 18 estaven estudiant i 24 estaven classificades com a «altres inactius».

### Ingressos
El 2009 a Annoire hi havia 179 unitats fiscals que integraven 409 persones, la mediana anual d'ingressos fiscals per persona era de 16.357 €.

### Activitats econòmiques
Dels 16 establiments que hi havia el 2007, 1 era d'una empresa alimentària, 2 d'empreses de fabricació d'altres productes industrials, 2 d'empreses de construcció, 6 d'empreses de comerç i reparació d'automòbils, 2 d'empreses de transport, 1 d'una empresa d'hostatgeria i restauració, 1 d'una empresa financera i 1 d'una empresa immobiliària.
Dels 4 establiments de servei als particulars que hi havia el 2009, 2 eren tallers de reparació d'automòbils i de material agrícola, 1 fusteria i 1 electricista.
Dels 3 establiments comercials que hi havia el 2009, 1 era una botiga de més de 120 m², 1 una botiga de menys de 120 m² i 1 una fleca.
L'any 2000 a Annoire hi havia 16 explotacions agrícoles que ocupaven un total de 990 hectàrees.

## Equipaments sanitaris i escolars
El 2009 hi havia una escola elemental integrada dins d'un grup escolar amb les comunes properes formant una escola dispersa.

## Poblacions més properes
El següent diagrama mostra les poblacions més properes.